# Geometra valida
Geometra valida là một loài bướm đêm trong họ Geometridae.